# Abracadabra (chanson de Lady Gaga)
 (février 2025).
Si vous disposez d'ouvrages ou d'articles de référence ou si vous connaissez des sites web de qualité traitant du thème abordé ici, merci de compléter l'article en donnant les références utiles à sa vérifiabilité et en les liant à la section « Notes et références ».
Pour les articles homonymes, voir Abracadabra (homonymie).
Albums de Lady Gaga
Chromatica (2020)
Singles par Lady Gaga
Disease
(2024)
Abracadabra est une chanson de l'autrice-compositrice-interprète américaine Lady Gaga, sortie le 3 février 2025 en tant que troisième extrait de son septième album studio, Mayhem.  

## Sortie et promotion
Pendant son déplacement à Paris pour les Jeux Olympiques de 2024, Gaga fera découvrir plusieurs extraits inédit de l’album dont le morceau Abracadabra. Le titre, accompagné par son clip vidéo, fut présenté pendant la cérémonie des Grammy Awards 2025.

## Performance commerciale
Abracadabra fait son entrée avec 4,91 millions de stream en 24 heures sur Spotify, meilleur démarrage pour un single de Gaga sur la plateforme musicale, il cumule 43 millions d'écoutes pour sa première semaine d'exploitation dans le monde. En France, le titre démarre à la 49e place avec 1,16 million d'auditeurs et atteint, la semaine suivante, la 13e place avec 2,15 millions d'écoutes.